# Szántó T. Gábor
Szántó T. Gábor (Budapest, 1966. július 10. –) író, a Szombat című folyóirat főszerkesztője.

## Élete
1990-ben diplomázott az ELTE Állam- és Jogtudományi Karán, a Bölcsészettudományi karon esztétikát és judaisztikát hallgatott.
Irodalmi pályáját versekkel, kisprózákkal kezdte. Mószer című kötete két kisregénnyel 1997-ben, Keleti pályaudvar, végállomás című regénye 2002-ben (második, javított kiadásban 2021-ben), Lágermikulás című elbeszélésgyűjteménye 2004-ben jelent meg. A szabadulás íze című verseskötetét 2010-ben, Édeshármas című regényét 2012-ben, Kafka macskái című regényét 2014-ben, 1945 és más történetek című elbeszéléskötetét 2017-ben, Európa szimfónia című regényét 2019 őszén adta közre.
Írásait számos nyelvre lefordították, Mószer című regénye németül, elbeszélései oroszul, Kafka macskái című regénye törökül és csehül, 1945 és más történetek című elbeszéléskötete olaszul, szlovákul, angolul, finnül és kínai nyelven is megjelent. A címadó elbeszélést tíz nyelvre fordították. Európa szimfónia című regényét Bulgáriában és Törökországban is kiadták, Keleti pályaudvar, végállomás című regénye románul jelent meg.  
1991 óta főszerkesztője a Szombat című zsidó politikai és kulturális folyóiratnak. Másokkal karöltve konferenciákat szervezett A magyar-zsidó irodalom létformái, Diaszpóra (és) művészet, Zsidó sorsok magyar filmen, Zsidó sorsok magyar színpadon, illetve Új antiszemitizmus címmel. A konferenciák többségének előadásai kötetben is megjelentek.
1995-ben a Nagy Lajos Irodalmi és Művészeti Alapítvány díját nyerte el, 2003 őszén az Iowai Egyetem Nemzetközi Íróprogramjának volt vendége.
A 2000-es években amerikai zsidó és jiddis költőket fordított magyarra, egyetemi és szabadegyetemi keretek között modern zsidó irodalmat tanított.
Hazatérés című elbeszéléséből született forgatókönyvükből Török Ferenc filmrendező forgatott 1945 címmel nagyjátékfilmet a Katapultfilm gyártásában. Operatőr: Ragályi Elemér, zene: Szemző Tibor. A film világpremierjét 2017 januárjában a Miami Zsidó Filmfesztiválon tartották, ahol a narratív kategória legjobbja lett, európai premierjét 2017. február 15-én tartották a Berlinale Panorama programjában, ahol a 3. közönségdíjat nyerte el. A 2017-es budapesti Titanic Nemzetközi Filmfesztiválon, a washingtoni, a Chattanooga-i Zsidó Filmfesztiválon ugyancsak közönségdíjas lett, a Berlini Zsidó Filmfesztiválon a legjobb rendezés díját, a Jeruzsálemi Filmfesztiválon a Yad Vashem Avner Shalev elnöki díját kapta, ezt követően a San Franciscó-i Kritikusok Körének díját, valamint a közönségdíjat nyerte el a San Franciscó-i Zsidó Filmfesztiválon. A 30. Der neue Heimatfilm nemzetközi filmfesztiválon Ausztriában, a 2017-es holland Vlissingeni Film és irodalom fesztiválon a legjobb játékfilm díját ítélték az 1945-nek, a Traverse City Film Fesztiválon az USA-ban 2018-ban a legjobb külföldi film díját nyerte el. Összesen 20 nemzetközi fesztiváldíjat kapott a film, és 40 országban forgalmazzák.

## Fontosabb kötetei
- Mószer (Magvető Könyvkiadó, 1997) ISBN 9631420914 [a Mószer és az Én? című kisregények]
- Keleti pályaudvar, végállomás (Magvető, 2002) ISBN 9631422909 [regény]
- Lágermikulás (Palatinus, 2004) ISBN 9639578088 [elbeszélések]
- A szabadulás íze (Koinónia, 2010) ISBN 9789731650289 [versek]
- Édeshármas (L'Harmattan, 2012) ISBN 9789632365527 [regény]
- Kafka macskái (Noran Libro, 2014) ISBN 978-615-5274-77-0 [regény]
- 1945 és más történetek (Noran Libro, 2017) ISBN 978-615-5513-78-7  [elbeszélések]
- Európa szimfónia (Scolar, 2019) ISBN 9789635090204 [regény]
- Keleti pályaudvar, végállomás (Scolar, 2021) ISBN 9789635093687 [regény, a mű javított kiadása]
- Törvényen kívüli őr (Scolar, 2022) ISBN 9789635095797  [Esszék és tanulmányok a modern zsidó irodalom létformáiról]
- A jazzprofesszor  (Gondolat Kiadó, 2024) ISBN 978 963 556 510 8 [regény]
- Kafka sírja (Gondolat Kiadó, 2025) ISBN 978 963 556 604 4 [regény]

### Külföldön megjelent kötetei
- In Schuld verstrickt : Tagebuch eines ungarischen Rabbiners (Berlin, Edition q Verlagsgesellschaft, 1999) ISBN 3861245124 [regény]
- Обратный билет (Moszkva, Текст, 2008.) ISBN 9785751607333 [elbeszélések]
- Kafka’nın Kedileri (Isztambul, Epsilon, Kafka Kitap, 2018) [regény]
- Kafkovy kocky (Prága, Garamond, 2020) [regény]
- 1945 e altre storie (Milánó, Edizioni Anfora, 2022) [elbeszélések]
- 1945 a iné príbehy (Pozsony, Tatran, 2022) [elbeszélések]
- Симфония Европа (Szófia, Ergo, 2022) [regény]
- Avrupa Sefonisi (Ankara, SMS Yayinlari, 2022) [regény]
- 1945 and Other Stories Chinese edition (Beijing, Foreign Language Teaching and Research Publishing Co., Ltd, 2023)  [elbeszélések]
- Gara de est, cap de linie (Bukarest, Editura Cartea Românească, 2023) [regény]
- 1945 and Other Stories (English edition, Frankfurt am Main, CEEOL Press, 2024) [elbeszélések]
- 1945 ja muita kertomuksia (Helsinki, Basam Books, 2025)  [elbeszélések]

## Díjak
- 1988: A Művészeti Alap Irodalmi Szakosztályának ösztöndíja
- 1991: Eötvös-ösztöndíj
- 1995: Nagy Lajos-díj
- 2003: Iowa International Writing Program ösztöndíj
- 2015: Hévíz Irodalmi Díj (A leghosszabb éjszaka című elbeszéléséért)
- 2016: Kassák Lajos XIII. kerületi Irodalmi Díj (A megtévesztett című elbeszéléséért)
- 2022: A Látó Irodalmi Folyóirat Jackovics-díja az év legjobb drámájáért (A zsidó kutya)

## Külső hivatkozások

### Írásai
- A megtévesztett Archiválva 2017. január 16-i dátummal a Wayback Machine-ben
- A leghosszabb éjszaka
- Hús
- Patchwork
- Hazatérés
- Philon barátja
- Ioannes, a költő
- Hontalanság
- Hazatérés (letölthető rádiójáték Alföldi Róbert előadásában, a szerző hozzájárulásával)
- Litera-netnapló, 2004. április 15–20.

### Kritikák
- Kálmán C. György: Értekezés a mószerről, Élet és Irodalom, 1998. (52. évf. 9. szám) febr. 27., 12.
- Hajnal Géza: Szántó T. Gábor: Mószer
- Seres László: Kis zsidó pornográfia,	Magyar Narancs, 1998. ápr. 2.
- aczél: Szántó T. Gábor: Mószer, Könyv Kiadó Kereskedő, 1998. (2. évf. 1. szám) jan. 15., 9. (a teljes lapszám)
- Győrffy Miklós: Apathy, Irony, Empathy. (Ajtony Árpád: „A birodalom elvesztése”. Garaczi László: „Pompásan buszozunk!”; Szántó T. Gábor: „Mószer”), The Hungarian Quarterly, Spring 1999.
- Toót H. Zsolt: Besúgók és provokátorok
- Sánta Gábor: Mó(d)szer
- Mikola Gyöngyi: Visszatérés a jesivába
- Yehuda Lahav: Red, not dead
- Dukay Nagy Ádám: Keleti pályaudvar, végállomás
- George Gomori: Book review (Gabor T. Szanto. Lagermikulas), World Literature Today, September 1, 2005
- Vári György: Beszéd közben, Alföld, 2006/2., 101–104.
- Csáki Márton: Zsidó kentaur
- Klein László: Mégis magyarnak, számkivetve[halott link]
- Vári György: A szabadulás íze[halott link]
- Huszár Tamara: Antilovestory – Szántó T. Gábor Édeshármas című regényéről
- Vári György: Önálló életre kel
- Cserhalmi Imre: Hasztalan vívódások
- Németh Ványi Klári: Az én világom a holokauszttal véget ért Archiválva 2016. december 30-i dátummal a Wayback Machine-ben
- Fehér Renátó: A Kafka-kód
- Laik Eszter: Kafkaregény, zsidóságregény, énregény
- Ember Nóra: Egy zsidó Szindbád bolyongásai Archiválva 2017. január 2-i dátummal a Wayback Machine-ben
- Izabella Carranza: Terápia Archiválva 2017. január 1-i dátummal a Wayback Machine-ben
- Száz Pál: Elbeszélhetőség, nyelv, magány

### Interjúk
- The word ‘Jew’ casts a long shadow Katalin Dorogis's interview with Gabor T. Szanto
- Michael Standaert: Two Neuroses Fighting, Transitions Online, 26 September 2003
- “Who do I write for?” Paul Varnai’s interview with Gabor T Szanto (Fall 2008)
- A hiány szüntelen kifejezése
- Édeshármas Szántó T. Gábortól
- "A szellemi hontalanság érzésével küzd az ember"
- ATV Könyvjelző – Szántó T. Gáborral beszélget Ungvári Tamás[halott link]
- Jolsvai Júlia: Ebben a könyvben mindenki menekül
- Folytatható-e a történet? Archiválva 2021. augusztus 10-i dátummal a Wayback Machine-ben
- Szíjjártó Anita: „Az egyedüli hazatérés csak az idő kerekének visszaforgatása lehetne”
- "Az elhallgatott traumák roncsolnak, emiatt a nemzedékek konfliktusba kerülnek egymással"